# Záluží, Litoměřice
Záluží là một làng thuộc huyện Litoměřice, vùng Ústecký, Cộng hòa Séc.